# 莫斯布鲁赫
莫斯布鲁赫是德国莱茵兰-普法尔茨州的一个市镇。总面积3.39平方公里，总人口153人，其中男性73人，女性80人（2011年12月31日），人口密度45人/平方公里。